# Ministerio para Asuntos del Canal de Panamá
El Ministerio para Asuntos del Canal de Panamá es la institución gubernamental responsable del Canal de Panamá así también como de la Autoridad del Canal de Panamá en Panamá. El Ministerio para Asuntos del Canal de Panamá es uno de los ministerios de la República de Panamá que conforman el Consejo de Gabinete. El Ministerio fue creado el 11 de junio de 1997 por medio de la Ley n.º 19.
Desde el 1 de julio de 2019, el abogado Arístides Royo ocupa el ministerio.